# Турини, Грегорио
Грегорио Турини (итал. Gregorio Turini; 1560—1600) — итальянский певец, музыкант-виртуоз на корнете и композитор. Приобрёл известность в Италии и был приглашен в Прагу Рудольфом II (1582). Оставил сборники духовных и светских песней.
Отец органиста Франческо Турини (1590—1656).

## Биография
Родился в Брешиа на севере Италии в семье музыканта ок. 1560 года. Обучался также у Джованни Контино (Giovanni Contino; 1513?-1574).

## Издания
- Сборник «Cantiones admodum devotae cum aliquot psalmis» на 4 голоса (Венеция, 1589)[6] ,
- сборник 4-голосных канцонетт (Нюремберг, 1597)[6],
- «Teutsche Lieder nach Art der welschen Villanellen mit 4 Stimmen» («Canzoni tedesche a quattro voci nello stile delle villanelle italiane»; Франкфурт-на-Майне, 1590 или 1610)[6].